# 艾米美洲鱥
德克萨斯美洲鱥（學名：Notropis amecae），為輻鰭魚綱鯉形目雅羅魚科的其中一種，原分布於北美洲墨西哥哈利斯科州阿梅卡河流域，在1996年評估時被IUCN列為滅絕物種，2001年重新發現了一小部分種群，有些被圈養做為繁殖計劃的基礎，本魚體細長且測扁，在吻部上端位口具有一條暗色的斑紋，背鰭軟條8枚、臀鰭軟條7-8枚，體長可達4.1公分。